# بزمجه ساوانا
 بزمجه ساوانا(نام علمی: Varanus exanthematicus) نام یک گونه از سرده بزمجه است.